# Johann Adam Vogt
Johann Adam Vogt (*  14. Februar 1773 in Kassel; † 14. Mai 1845 in Helsa) war ein deutscher Grebe (Ortsvorsteher, Bürgermeister) in Helsa. Er ist Verfasser einer Helsaer Chronik, eines Sippenbuchs und von beruflichen Tagebüchern (Almanachen). Von diesen blieben fünf aus den Jahren 1828, 1834, 1835, 1839 und 1840 erhalten.

## Leben
Johann Adam Vogts Eltern waren der Metzgermeister Nikolaus Vogt (1742–1821) und Anna Catharina, geb. Gröll (1747–1808). Vogt heiratete am 14. Mai 1794 Anna Margarete, geborene Brethauer. Sie hatten zwei Töchter, Anna Katharina (* 1795) und Anna Elisabeth (* 1798). Zwei seiner drei Brüder wanderten 1809 nach New York aus; sie starben dort in den Jahren 1834 und 1812.
Vogt war gelernter Metzger. Ab 1797 amtierte er als gewählter Ortsvorsteher von Helsa. Von ca. 1800–1823 war er „Im weißen Roß“ in Helsa Gastwirt. Im Königreich Westphalen, dessen König der Bruder von Kaiser Napoleon Bonaparte, Jerome war, wurde Vogt 1808 Maire, d. h. zum Bürgermeister ernannt. Er behielt diese Aufgabe auch nach Napoleons Sturz. Er war außerdem Mitglied in zahlreichen Kommissionen, z. B. von 1800 bis 1835 als „Gerichts-Taxator“.

## Aufzeichnungen des Bürgermeisters Vogt
Die Helsa-Chronik berichtet unter dem Titel Denkwürdigkeiten aus dem Altertum bis auf die gegenwärtigen Zeiten über Ereignisse ab 1703 bis 1845.
Neben Ereignissen des Ortes Helsa schildert Vogt auch einige überregionale und historische Ereignisse, z. B. um die Völkerschlacht von Leipzig.
1831 berichtete Vogt von einer Cholera-Epidemie in Deutschland. „Im Jahre 1831 graßierte die Colera morbis, oder der so genannte schwarze Tod in Deutschland, wodurch an allen Grenzen Cholera-Häuser aufgebaut wurden.“ Die Reisenden wurden „mit Chlorkalch geräuchert“, bevor sie z. B. „in's Heßenland eintraten“. „In Kaßel wurden einige Opfer dieser Pestkrankheit, hier ist kein Mensch davon befallen worden.“
Am 17. Dezember 1837, drei Tage nach der Absetzung der so genannten Göttinger Sieben, berichtete Vogt vom Einkehren von sieben Professoren aus Göttingen in der Gastwirtschaft, die seit 1823 seine ältere Tochter mit ihrem Mann führte. Zwei Professoren waren die Gebrüder Grimm, auch Studenten waren dabei. „Am 17ten Dezember kamen sieben Profeßoren, worunter sich die Gebrüder Grimm mitbefanden, und aus Göttingen verwiesen waren, mit einer großen Anzahl Studenten des Abends hier an, speißten in unßerem Hause und fuhren nach Kaßel ab.“
Vogt führte auch ein berufliches Tagebuch, in denen er das Wetter und Ereignisse im Dorf im Rahmen seiner Funktion als Bürgermeister sowie regionale Ereignisse festhielt. Einer dieser Almanache ist im Privatbesitz. Vier besaß 1977 der Verein für hessische Landesgeschichte Kassel.
Es ist außerdem ein Sippenbuch erhalten, in dem Vogt Buch über seine Bürger führte. Neben dokumentierten Daten zwischen Geburten, Hochzeiten u. ä. urteilt Vogt auch mit subjektiven „Vermutungen“ zu Ursachen über „Verfehlungen“ der Bürger.